# ریسه‌دار
ریسه‌دار پرده‌ای از ابر نازک دارای رشته‌های مستقیم یا کم‌وبیش نامنظم و خمیده است. این اصطلاح عمدتاً همراه با ابرهای پرسا و پرساپوشنی می‌آید.